# Banyintu
Pour les articles homonymes, voir Banyindu.
 (août 2020).
Les Banyindu sont un des clans constituant la tribu des Shi. Ils parlent le shi ou mashi.

## Religion
Les Bayindu suivaient initialement des religions traditionnelles mais la majorité s'est convertie au catholicisme.

## Ethnonymie
Le singulier du mot banyintu est munyintu, le préfixe « mu- » marquant le pluriel et le préfixe « ba- » le pluriel.

## Géographie
Les Banyintu vivent en République Démocratique du Congo, au Sud-Kivu, dans la ville de Bukavu qui est leur ville de référence, et dans les territoires de Kabare, Walungu, Mwenga et Kalehe.

## Culture

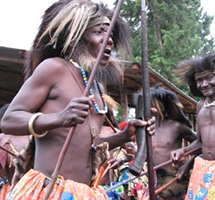
Danseur Ntole m de la tribu shi en République démocratique du Congo.

La culture banyintu est notamment marquée par sa danse (ntole) et sa littérature, dont le recueil des citations et proverbes de l'abbé Kagaragu Ntabaza.